# Panrod
Panrod ist ein Ortsteil der Gemeinde Aarbergen im südhessischen Rheingau-Taunus-Kreis.

## Geographische Lage
Der Ort liegt im Taunus zwischen dem Taunuskamm und der Lahn im Tal der Aar. Durch den Ort verläuft die Landesstraße 3031.

## Geschichte
Erstmals urkundlich erwähnt wurde der Ort um das Jahr 1250 (Rode iuxta Strinzepho = Rode bei Strinz in einem Eppsteinschen Lehensverzeichnis) bzw. 1280/85 als Rodde Pannenstil (Erwähnung von eppsteinischen Hörigen). Die bei Vogel ohne Quellenangabe erwähnte angebliche Schenkung eines Bifangs zwischen Walebahe (Wallbach) und Pannerode an das Kloster Bleidenstadt 888/89 beruht auf der Fälschung der Bleidenstädter Traditionen durch Georg Friedrich Schott, von der Vogel noch nichts wusste. Ein indirekter Hinweis (ohne Namensnennung) liegt bereits im Jahr 1129 vor, als der Ort Bergen, zu dessen Kirche und Zehntbezirk Panrod gehörte, als Besitz des Georgsstifts Limburg erstmals erwähnt wird. 1321 wurde Panrod aus der Pfarrei Bergen gelöst und erhielt eine eigene Kirche. Der Ortsname wechselte von Panroyde über Pannerode und Rodi Pannenstil zum heutigen Namen.
Das Gericht Panrod gehörte zur Grafschaft Diez. Die Gräfin Agnes von Diez brachte es 1367 bei ihrer Vermählung mit Graf Eberhard VI. zu Katzenelnbogen als Aussteuer an dieses Haus. Es wurde dem Amt Burgschwalbach zugeordnet und kam 1479 mit diesem zu Hessen und 1536 an das Haus Nassau.
Das Altschloss hat wohl in einem Wald gelegen. Dort sind nur noch Reste in Form eines ovalen Erdwalles mit 39,60 m × 33,70 m zu sehen. 1321 wurde die Kirche erbaut.
Im Zuge der Gebietsreform in Hessen fusionierten die bis dahin eigenständigen Gemeinden Daisbach, Hausen über Aar, Kettenbach, Michelbach, Panrod und Rückershausen am 31. Dezember 1970 freiwillig zur neuen Gemeinde Aarbergen. Für jeden Ortsteil wurde durch die Hauptsatzung ein Ortsbezirk mit Ortsbeirat und Ortsvorsteher nach der Hessischen Gemeindeordnung eingerichtet.

## Sehenswürdigkeiten
- Evangelische Kirche Wehrkirche – um 1321 (spätromanischer Chorturm, gutes barockes Altarkreuz)

## Infrastruktur
Im Ort gibt es:
- ein Bürgerhaus, die Palmbachhalle
- einen Sportplatz